# Jiří Trvaj
Jiří Trvaj (* 13. dubna 1974, Havířov) je bývalý český profesionální hokejista. Naposledy hrál Extraligu ledního hokeje za tým HC Olomouc. Po sezóně 2014/2015 ukončil hokejovou kariéru.

## Reprezentace
|                                   | Rok                               | Celkem | Soupisky                          |
| --------------------------------- | --------------------------------- | ------ | --------------------------------- |
| Mistrovství světa v ledním hokeji | MS 2002 5. místo MS 2003 4. místo | 2x     | Soupiska MS 2002 Soupiska MS 2003 |

## Hráčská kariéra
- 1993-94 HC Havířov (1. liga)
- 1994-95 HC Havířov (1. liga)
- 1995-96 HC Havířov (1. liga)
- 1996-97 HC Havířov (1. liga)
- 1997-98 HC Vítkovice, HC Železárny Třinec, HC Havířov (1. liga)
- 1998-99 HC Vítkovice, HC Havířov (1. liga)
- 1999-00 HC Vítkovice, HC Slezan Opava (1. liga)
- 2000-01 HC Vítkovice
- 2001-02 HC Vítkovice
- 2003-04 HC Vítkovice
- 2003-04 HC Lada Togliatti (Rusko)
- 2004-05 CSKA Moskva (Rusko)
- 2005-06 HC Znojemští Orli
- 2006-07 HC Znojemští Orli
- 2007-08 HC Znojemští Orli
- 2008-09 HC Znojemští Orli
- 2009-10 HC Kometa Brno
- 2010-11 HC Kometa Brno
- 2011-12 HC Kometa Brno
- 2012-13 HC Kometa Brno
- 2013-14 HC Kometa Brno
- 2014-15 HC Olomouc

- Celkem v Extralize: 544 zápasů a úspěšnost zásahů cca 92,09%. (ke konci sezony 2011/2012)[2]